# Eleccions legislatives italianes de 1963
Les eleccions legislatives italianes de 1963 se celebraren el 28 d'abril. S'aplica per primer cop la reforma constitucional de 29 de febrer de 1963, que establia un nombre de 630 diputats a la Cambra i 315 senadors.

## Cambra dels Diputats
| ← Eleccions legislatives italianes, 1963 →           |            |        |        |
| Partits                                              | vots       | %      | escons |
| Democràcia Cristiana Italiana (DC)                   | 11.775.970 | 38,29  | 260    |
| Partit Comunista Italià (PCI)                        | 7.768.228  | 25,26  | 166    |
| Partit Socialista Italià (PSI)                       | 4.257.300  | 13,84  | 87     |
| Partit Liberal Italià (PLI)                          | 2.143.954  | 6,97   | 39     |
| Partit Socialista Democràtic Italià (PSDI)           | 1.876.409  | 6,10   | 33     |
| Moviment Social Italià (MSI)                         | 1.571.187  | 5,11   | 27     |
| Partit Democràtic Italià d'Unitat Monàrquica (PDIUM) | 536.991    | 1,75   | 8      |
| Partit Republicà Italià (PRI)                        | 420.419    | 1,37   | 6      |
| Südtiroler Volkspartei (SVP)                         | 135.458    | 0,44   | 3      |
| Unió Valldostana (UV)                                | 31.844     | 0,10   | 1      |
| altres                                               | 240.271    | 0,78   | 0      |
| Total                                                | 30.758.031 | 100,00 | 630    |

## Senat d'Itàlia
| Partits                                              | vots       | vots (%) | escons |
| ---------------------------------------------------- | ---------- | -------- | ------ |
| Democràcia Cristiana Italiana (DC)                   | 10.032.458 | 36,52    | 129    |
| Partit Comunista Italià (PCI)                        | 6.933.842  | 25,24    | 84     |
| Partit Socialista Italià (PSI)                       | 3.849.878  | 14,01    | 44     |
| Partit Liberal Italià (PLI)                          | 2.028.379  | 7,38     | 18     |
| Partit Socialista Democràtic Italià (PSDI)           | 1.744.213  | 6,35     | 14     |
| Moviment Social Italià (MSI)                         | 1.459.046  | 5,31     | 14     |
| Partit Democràtic Italià d'Unitat Monàrquica (PDIUM) | 429.339    | 1,56     | 2      |
| DC - PRI                                             | 185.889    | 0,68     | 4      |
| MSI - PDIUM                                          | 134.656    | 0,49     | 1      |
| Südtiroler Volkspartei (SVP)                         | 112.023    | 0,41     | 2      |
| PCI - Independents                                   | 43.355     | 0,16     | 1      |
| Unió Valldostana (UV)                                | 29.510     | 0,11     | 1      |
| PLI - Independents                                   | 22.583     | 0,08     | 1      |
| altres                                               | 465.915    | 1,70     | 0      |
| Total                                                | 27.471.086 | 100      | 315    |